# Asakawa
Asakawa (浅川町, Asakawa-machi) é uma cidade localizada na Província de Fukushima, Japão. Em maio de 2018, a cidade tinha uma população estimada de 6520 pessoas, em 2168 famílias, e uma densidade populacional de 176 pessoas por km². A área total da cidade foi de 37.43 quilômetros quadrados. 

## Geografia
Asakawa está localizada na porção sul da província de Fukushima, na planície de inundação do Rio Abukuma. Asakawa tem um clima úmido (classificação climática de Köppen-geiger Cfa). A temperatura média anual em Asakawa é 11.6 °C. A precipitação média anual é de 1,386 mm  com setembro como o mês mais úmido. As temperaturas são mais altas, em média, no mês de agosto, em torno de 23.9 °C, e a menor no mês de janeiro, em torno 0.5 °C.

### Municípios vizinhos
- Prefeitura de Fukushima
  - Shirakawa
  - Ishikawa
  - Tanagura
  - Samegawa

## Demografia
Pelos dados do censo japonês, a população de Asakawa tem diminuído ao longo dos últimos 40 anos.
| Ano do Censo | População |
| ------------ | --------- |
| 1970         | 7,837     |
| 1980         | 7,488     |
| 1990         | 7,727     |
| 2000         | 7,484     |
| 2010         | 6,888     |

## História
A área da atual Asakuwa era parte da antiga Província de Mutsu. A área foi principalmente do território tenryō sob o controle direto do Xogunato Tokugawa, durante o período Edo. Após a Restauração Meiji, foi organizado como parte do Distrito de Ishikawa na região de Nakadōri da Província de Iwaki.
A aldeia de Asakuwa foi formada em 1 de abril de 1889, com a criação do sistema moderno  de municípios. Foi elevada à condição de vila em 1 de agosto de 1935. A cidade se expandiu em 1 de outubro de 1950 pela anexação da aldeia vizinha de Yamashiraishi.

## Economia
A economia de Asakawa é baseada principalmente na agricultura.

## Educação
Asakawa tem três escolas públicas de ensino básico e um colégio secundário público operado pelo governo da cidade. A cidade não tem um colégio.
- Ensino Fundamental de Asakawa
- Escola Primária de Asakawa
- Escola Primária de Asakawa Yamashiraishi
- Escola Primária de Asakawa Satoshiraishi

## Transporte

### Ferrovia
- JR East – Linha Suigun
  - Iwaki-Asakawa - Satoshiraishi

### Estrada
- Estrada Nacional 118

## Atrações locais
- Museu Memorial Yoshida Tomizo

## Pessoas notáveis de Asakawa
- Tomizo Yoshida - patologista